# Agelasta riouensis
Agelasta riouensis là một loài bọ cánh cứng trong họ Cerambycidae.